# 新潟県道345号細野魚沼田中停車場線
新潟県道345号細野魚沼田中停車場線（にいがたけんどう345ごう ほそのうおぬまたなかていしゃじょうせん）は、新潟県魚沼市内を通る一般県道である。

## 概要

### 路線データ
- 起点：新潟県魚沼市細野字家ノ浦（国道252号交点）
- 終点：魚沼田中停車場（新潟県魚沼市田中字道円）

## 地理

### 通過する自治体
- 新潟県
魚沼市

### 交差する道路
- 国道252号（起点：魚沼市細野字家ノ浦）
- 新潟県道538号大栃山細野線（魚沼市細野字家ノ浦（起点） - 魚沼市細野（「県道70号」交点） - 魚沼市松川字居平（「県道449号」交点）で重複）
- 新潟県道70号小出守門線（魚沼市細野 - 魚沼市松川字居平（「県道449号」交点） - 魚沼市赤土字両道（「県道448号」交点）で重複）
- 新潟県道449号松川須原線（魚沼市松川字居平）
- 新潟県道448号赤土並柳線（魚沼市赤土字両道）
- 魚沼市道（終点：魚沼市田中字道円、「魚沼田中駅」北）

### 沿線
- JR只見線
  - 越後須原駅 - 魚沼田中駅
- 魚沼市役所 守門庁舎（旧・守門村役場）
- 魚沼市立守門中学校
- 魚沼市立須原小学校
- JA北魚沼 守門支店
- 守門郵便局
- 魚沼田中郵便局
- 三渕沢簡易郵便局
- Aコープ北魚沼 守門店
- 破間川